# Inek
Inek, auch Anak, ist ein altägyptischer Kleinkönig der Hyksos-Zeit, 16. Dynastie.
Auf dem Königspapyrus Turin ist dies der Eigenname des 46. Regenten der 14. Dynastie. Zeitgenössische Belege gibt es keine, und der Papyrus ist an dieser Stelle so beschädigt, dass auch die nachfolgenden Herrscher nicht entziffert werden konnten. Jürgen von Beckerath ordnet alle der 16. Dynastie zu.